# Нећеш бити сама
Нећеш бити сама (енгл. You Won't Be Alone) је хорор филм из 2022. године, у режији и по сценарију Горана Столевског. Главне улоге тумаче Сара Климоска, Анамарија Маринка, Алис Енглерт, Феликс Марито, Карлото Кота и Номи Рапас. Произведен је у копродукцији између Аустралије, Уједињеног Краљевства и Србије.
Премијерно је приказан 22. јануара 2022. године на Филмском фестивалу Санденс. Приказивање у биоскопима је започело 1. априла 2022. године. Добио је потизивне рецензије критичара.

## Радња
Током 19. века у Македонији вештица баца чини на девојку, а затим је напушта. Док нема девојка истражује свет, она учи о човечности, губитку и љубави — али вештица љубоморно посматра, а њен бес би могао још једном уништити свет девојке.

## Улоге
| Глумац               | Улога     |
| -------------------- | --------- |
| Сара Климоска        | Невена    |
| Анамарија Маринка    | Марија    |
| Алис Енглерт         | Биљана    |
| Феликс Марито        | Јована    |
| Карлото Кота         | Борис     |
| Номи Рапас           | Босиљка   |
| Арта Доброши         | Стамена   |
| Предраг Васић        | младожења |
| Младен Вуковић       | Стојан    |
| Ђорђе Мисина         | Мирослав  |
| Ирена Ристић         | Елица     |
| Камка Тоциновски     | Јоана     |
| Викторија Јаковљевић | девојчица |
| Марија Опсеница      | вештица   |
| Милош Пантић         | Душан     |
| Теодор Винчић        | Владимир  |
| Никола Ристановски   | Милан     |
| Шенка Колозова       | Биљана    |
| Веселина Михајловић  | бабица    |
| Ђорђе Коћић          | дрвосеча  |